# 木山乡
木山乡，是中华人民共和国广西壮族自治区南宁市上林县下辖的一个乡镇级行政单位。

## 行政区划
木山乡下辖以下地区：
木山社区、白境村、古楼村、那良村、厂圩村、琴水村和下丹村。